# Казанский собор (Северобайкальск)
Каза́нский собо́р — кафедральный собор Северобайкальской епархии Русской православной церкви, расположенный в городе Северобайкальске по адресу ул. Мира, 10.
Престольный праздник отмечается 4 ноября. В этот день по традиции совершается крестный ход по улицам города.

## История
В 1974 году, во время строительства Байкало-Амурской магистрали, был основан город Северобайкальск. В 1987 году в городе была зарегистрирована православная община, которая на тот момент относилась к Иркутской епархии. Община была названа в честь святого праведного Иоанна Кронштадтского. Первоначально не было ни храма, ни священника. Люди собирались в разных помещениях: то в здании городской администрации, то на квартире. В 1990 году стало известно о том, что на квартире Евдокии Семушевой находится Казанская икона Божией Матери из разорённого храма посёлка Кумора. Несколько человек из общины стали приходить молиться к иконе.
Первые ознакомительные и просветительские поездки на север Байкала совершал настоятель Михаило-Архангельского храма Иркутска Калинник Подлосинский. Затем в Северобайкальск стал ездить священник из Усть-Кута Павел Гиреев, талант и кипучая энергия которого привели к образованию полноценной общины. Верующие обратились к Павлу Гирееву с просьбой приехать в Северобайкальск освятить квартиру, в которой находилась икона. Священник благословил зарегистрировать приход в честь Казанской иконы Божией Матери. 
21 апреля 1994 года года была образована Читинская епархия, к которой теперь относился приход. 30 сентября 1994 года решением приходского собрания был принят и утверждён Устав местной православной религиозной общины. 24 октября 1994 года приход был официально перерегистрирован в честь Казанской иконы Божией Матери.
В 1995 году было выделено временное помещение для православного храма. И в этом же году выделено место для строительства храма, в июле освящён крест под основание. Началось строительство, которое продвигалось медленно из-за нехватки денег. В 1998 году Казанскую икону внесли во временный храм.
В сентябре 1998 года на страницах независимой газеты «Новая» вышла первая православная страничка «Возрождение», в ноябре 2000 года страничка была преобразована в листок «Православный Северобайкальск». 3 марта 2001 года на общем собрании жителей города был избран Попечительский Совет по строительству храма. В июле 2005 года были освящены и установлены купола.
В июле 2006 года прошёл крестный ход с установкой поклонного креста жертвам политических репрессий на месте лагеря политзаключённых, который был расположен в 5 километрах от посёлка Холодная под Северобайкальском. На деньги американцев, эмигрантов во 2-м поколении, мастерами прихода был изготовлен поклонный крест.
27 апреля 2008 года на праздник Пасхи в новом храме начались регулярные богослужения, а в 2009 году выдано решение о вводе объекта в эксплуатацию. В феврале 2009 года епископ Читинский и Забайкальский Евстафий (Евдокимов) посетил приход. В храме был совершён молебен, на котором присутствовали президент Бурятии Вячеслав Наговицын, министр строительства и модернизации жилищно-коммунального комплекса Республики Бурятия Владимир Алексеевич Рубан, глава муниципального образования «город Северобайкальск» Владимир Андреевич Бодров. 10 октября 2009 года после образования Улан-Удэнской и Бурятской епархии, храм вошёл в ведения последней.
30 апреля 2012 года епископом Улан-Удэнским и Бурятским Савватием (Антоновым) совершено великое освящение храма, на котором присутствовали в том числе глава Северобайкальского района И. В. Пухарев и мэр города Северобайкальска С. Н. Рыбыльченко.
5 мая 2015 года решением Священного синода РПЦ образована Северобайкальская епархия, которая была включена в состав Бурятской митрополии. 20 июля к месту служения на кафедре прибыл новый правящий архиерей — епископ Северобайкальский и Сосново-Озерский Николай (Кривенко). Осенью 2016 года Казанскому храму был присвоен статус кафедрального собора Северобайкальской епархии.
В 2017 году на территории Казанского кафедрального собора было начато возведение духовно-просветительского центра, созданного «в целях духовно-нравственного воспитания молодого поколения, познания и сохранения русской православной истории и культуры, возрождения христианских традиций в семье и в обществе, повышения духовно-патриотического самосознания молодёжи, пропаганды духовно-нравственных ценностей, моральных установок и общественно-значимых традиций». 1 апреля 2022 года состоялось официальное торжественное открытие Духовно-просветительского центра «Преображение».